# 穿孔瘤胸蛛
穿孔瘤胸蛛（学名：Oedothorax foratus）为皿蛛科瘤胸蛛属的动物。在中国大陆，分布于湖北等地。该物种的模式产地在湖北神农架。